# Чемпіонат світу з трекових велоперегонів 1933
Чемпіонат світу з трекових велоперегонів 1933 проходив з 11 по 15 серпня 1933 року в Парижі, Франція на стадіоні Парк де Пренс. Змагання проводилися у спринті та гонці за лідером серед професіоналів та у спринті серед аматорів.

## Медалісти

### Чоловіки
Професіонали
| Дисципліна       | Золото      | Срібло             | Бронза         |
| Спринт           | Джеф Шеренс | Люсьен Мішар       | Альберт Ріхтер |
| Гонка за лідером | Шарль Лакюе | Франко Джіорджетті | Еріх Меце      |

Аматори
| Дисципліна | Золото            | Срібло       | Бронза              |
| Спринт     | Якобус ван Егмонд | Ролан Ульріх | Анкер Маєр Андерсен |

## Загальний медальний залік
| Місце  | Країна             | Золото | Срібло | Бронза | Загалом |
| ------ | ------------------ | ------ | ------ | ------ | ------- |
| 1      | Франція            | 1      | 2      |        | 3       |
| 2      | Нідерланди         | 1      |        |        | 1       |
| 2      | Бельгія            | 1      |        |        | 1       |
| 4      | Королівство Італія |        | 1      |        | 1       |
| 5      | Третій Рейх        |        |        | 2      | 2       |
| 6      | Данія              |        |        | 1      | 1       |
| Всього | Всього             | 3      | 3      | 3      | 9       |